# Воєводська дорога 106 (Польща)
Воєводська дорога 106 (пол. Droga wojewódzka) (DW106) — воєводська дорога класу G у Західнопоморському воєводстві, довжиною 108,2 км, з’єднує село Жевново (гміна Камень Поморський) з Пижиці. Проходить через 4 повіти: Кам'янський Поморський і Голчево, Голенюв (Новогард і Машево), Старгард (Старгард і місто Старгард) і Пижице (Варніце і Пижице).

## Допустиме навантаження на вісь
З 13 березня 2021 року допускається рух транспортних засобів з навантаженням на одну ведучу вісь до 11,5 тонн, крім місць, позначених знаком заборони В-19.

## Міста вздовж маршруту 106
- Жевново
- Немиця
- Гольчево
- Блотно
- Карськ
- Новогард
- Єніково
- Дебіс
- Машево
- Ленчиця
- Грабово
- Старгард
- Ваниці
- Барнім
- Окуниця
- Пижиці